# Zwotental (nádraží)
Zwotental je železniční stanice ve stejnojmenné části německého města Schöneck (Vogtland) ve spolkové zemi Sasko. Leží na dvou neelektrizovaných jednokolejných tratí – na konci českoněmecké tratě Sokolov–Zwotental a na konci provozovaného úseku německé tratě Chemnitz Hbf–Adorf (Vogtl).
Stanici spravuje a provozuje společnost DB InfraGO. Ze směru od Falkensteinu provozuje pravidelné osobní vlaky společnost Die Länderbahn a v této stanici si soupravy přebírá česká společnost GW Train Regio, která s nimi pokračuje v jízdě dál do Klingenthalu a České republiky.

## Historie
Tehdy ještě železniční stanice Zwota byla otevřena 15. listopadu 1875 společností Chemnitz-Aue-Adorfer Eisenbahn-Gesellschaft na železniční trati Chemnitz–Aue–Adorf.
Při svém otevření měla stanice výpravní budovu, tři koleje západně od výpravní budovy a točnu. Vlaky z Kligenthalu na trati Zwota–Klingenthal, která byla spuštěna 24. prosince 1875, zpočátku končily v samostatné staniční část východně od výpravní budovy. V roce 1877 byla postavena samostatná kotelna, vodárna a nakládací rampa a v roce 1878 skladiště.
Po spuštění hraničního úseku Klingenthal-Dolní Kraslice v roce 1886 a otevření železniční trati Falkenstein-Muldenberg v roce 1892 se dopravní obslužnost ve stanici ještě zvýšila.
Do roku 1899 byla stanice rozšířena na osm kolejí, z nichž čtyři byly s nástupišti. Staniční část pro vlaky z Klingenthalu byla při přestavbě integrována do zbytku stanice a pro tratě ze západu a trať z Klingenthalu se začalo využívat společné ostrovní nástupiště. Na přelomu století byly také zprovozněny dvě stavědla, kterými bylo možné ovládat výhybky na hlavních kolejích a návěstidla.
Stanice byla 1. května 1909 přejmenována na Zwotental podle městské čtvrti nedalekého města Schöneck, na jehož katastru stanice leží.
V roce 1913 měla stanice deset kolejí, pět nástupišť a 23 výhybek. Stanice byla samostatná do roku 1973, následně byl její provoz podřízen nádraží v Klingenthalu.
Z rozsáhlého vybavení stanice se dodnes zachovaly pouze dvě západní koleje a výpravní budova. Ostatní koleje byly roku 1997 demontovány. Výpravní budova je neobsazená a opuštěná.

## Kontroverze
V roce 2025 německý Spolkový úřad pro železnici rozhodl o uzavření druhého nástupiště nádraží pro cestující. Rozhodnutí opírá o odůvodnění, že nástupiště je příliš úzké, nízké a potažmo pro cestující nebezpečné a to navzdory tomu, že v takové podobě je provozováno již déle jak 100 let a dosud nebyl s jeho stavem žádný problém. Od 28. června 2025 je nástupiště uzavřeno řetězem a bariérou. Kontroverzní na rozhodnutí jsou však dva zásadní problémy a to za prvé, že ve stanici křižují vlaky jedoucí od Sokolova a Kraslic s vlaky přijíždějícími od Falkensteinu a mezi nimi se střídá česká posádka GW Train Regio s německou posádkou Die Länderbahnu. To znamená, že prakticky každý vlak jedoucí od Německa směrem na Klingenthal a do Česka musí chtě nechtě zastavit u druhého nástupiště, ale cestujícím není dovoleno do vlaku nastoupit, ani z něho vystoupit a to navzdory tomu, že vlak ve stanici zastaví a personál vystoupit může (ba dokonce musí). Za druhé, rozhodnutí bylo vydáno v průběhu platnosti stávajícího jízdního řádu a DB InfraGO provozující trať a stanici a Die Länderbahn a český GW Train Regio provozující přepravu cestujících informaci nedostaly s takovým předstihem, aby mohly najít takové řešení, které by bizarní situaci „jedním směrem cestující vystoupit mohou, v druhém ne“ zabránilo. Cestující jsou tak v současnosti nuceni při příjezdu ze směru od Falkensteinu pokračovat až do další zastávky Zwota Zechenbach a odtamtuď se buď vrátit pěšky nebo počkat hodinu na vlak opačným směrem. Pro cestující přijíždějící od Kraslic to znamená, že se případně nemohou po výstupu vrátit zpět stejnou cestou a pro návrat musí také využít vlaky až ve Zwotě Zechenbachu. K červenci 2025 se čeká do září na další rozhodnutí nebo řešení.